# Tournoi de tennis de Birmingham Indoor
Le tournoi de tennis de Birmingham (Alabama, États-Unis) est un tournoi de tennis masculin du circuit professionnel ATP organisé de 1973 à 1980. Les éditions 1977 et 1978 ont fait partie du circuit WCT.
Jimmy Connors a remporté six des huit éditions organisées.

## Palmarès

### Simple
| No | Date       | Nom et lieu du tournoi                                  | Catégorie | Dotation  | Surface         | Vainqueur     | Finaliste       | Score         |  |
| -- | ---------- | ------------------------------------------------------- | --------- | --------- | --------------- | ------------- | --------------- | ------------- |  |
| 1  | 17-01-1973 | International Indoor Tennis Tournament, Birmingham (AL) |           | NC $      | Moquette (int.) | Sandy Mayer   | Charles Owens   | 6-4, 7-6      |  |
| 2  | 17-02-1974 | International Indoor Tennis Tournament, Birmingham (AL) |           | NC $      | Moquette (int.) | Jimmy Connors | Sandy Mayer     | 7-5, 6-3      |  |
| 3  | 20-01-1975 | International Indoor Tennis Tournament, Birmingham (AL) |           | 25 000 $  | Moquette (int.) | Jimmy Connors | Billy Martin    | 6-4, 6-3      |  |
| 4  | 20-01-1976 | International Indoor Tennis Tournament, Birmingham (AL) |           | 50 000 $  | Moquette (int.) | Jimmy Connors | Roscoe Tanner   | 6-4, 3-6, 6-1 |  |
| 5  | 12-01-1977 | Birmingham WCT, Birmingham (AL)                         |           | 175 000 $ | Moquette (int.) | Jimmy Connors | Bill Scanlon    | 6-3, 6-3      |  |
| 6  | 09-01-1978 | Birmingham WCT, Birmingham (AL)                         |           | 175 000 $ | Moquette (int.) | Björn Borg    | Dick Stockton   | 7-6, 7-5      |  |
| 7  | 15-01-1979 | International Indoor Tennis Tournament, Birmingham (AL) |           | 175 000 $ | Moquette (int.) | Jimmy Connors | Eddie Dibbs     | 6-2, 3-6, 7-5 |  |
| 8  | 14-01-1980 | International Indoor Tennis Tournament, Birmingham (AL) |           | 175 000 $ | Moquette (int.) | Jimmy Connors | Eliot Teltscher | 6-3, 6-2      |  |

### Double
| No | Date       | Nom et lieu du tournoi                                  | Catégorie | Dotation  | Surface         | Vainqueurs                    | Finalistes                       | Score         |  |
| -- | ---------- | ------------------------------------------------------- | --------- | --------- | --------------- | ----------------------------- | -------------------------------- | ------------- |  |
| 1  | 17-01-1973 | International Indoor Tennis Tournament, Birmingham (AL) |           | NC $      | Moquette (int.) | Pat Cramer Jürgen Fassbender  | Clark Graebner Ion Țiriac        | 6-4, 7-5      |  |
| 2  | 17-02-1974 | International Indoor Tennis Tournament, Birmingham (AL) |           | NC $      | Moquette (int.) | Ian Fletcher Sandy Mayer      | Nicky Kalogeropoulos Iván Molina | 4-6, 6-7, 6-1 |  |
| 3  | 20-01-1975 | International Indoor Tennis Tournament, Birmingham (AL) |           | 25 000 $  | Moquette (int.) | Jürgen Fassbender Karl Meiler | Colin Dowdeswell John Yuill      | 6-1, 3-6, 7-6 |  |
| 4  | 20-01-1976 | International Indoor Tennis Tournament, Birmingham (AL) |           | 50 000 $  | Moquette (int.) | Jimmy Connors Erik van Dillen | Hank Pfister Dennis Ralston      | 7-5, 6-4      |  |
| 5  | 12-01-1977 | Birmingham WCT, Birmingham (AL)                         |           | 175 000 $ | Moquette (int.) | Wojtek Fibak Tom Okker        | Billy Martin Bill Scanlon        | 6-3, 6-4      |  |
| 6  | 09-01-1978 | Birmingham WCT, Birmingham (AL)                         |           | 175 000 $ | Moquette (int.) | Vitas Gerulaitis Sandy Mayer  | Frew McMillan Dick Stockton      | 3-6, 6-1, 7-6 |  |
| 7  | 15-01-1979 | International Indoor Tennis Tournament, Birmingham (AL) |           | 175 000 $ | Moquette (int.) | Stan Smith Dick Stockton      | Ilie Năstase Tom Okker           | 6-2, 6-3      |  |
| 8  | 14-01-1980 | International Indoor Tennis Tournament, Birmingham (AL) |           | 175 000 $ | Moquette (int.) | Wojtek Fibak Tom Okker        | José Luis Clerc Ilie Năstase     | 6-3, 6-3      |  |